# جون جونز
جوناثان دوايت جونز (بالإنجليزية: Jonathan Dwight Jones؛ مواليد 19 يوليو 1987) هو مقاتل أمريكي في فنون القتال المختلطة محترف نافس منذ عام 2008. خلال مسيرته في يو إف سي، كان بطل وزن خفيف الثقيل من عام 2011 إلى عام 2015 ومن عام 2018 إلى عام 2020، وبطل الوزن الثقيل من عام 2023 إلى عام 2025، بالإضافة إلى بطل وزن خفيف الثقيل المؤقت في عام 2016. وهو ثامن مقاتل في يو إف سي يحمل ألقابًا في فئتين مختلفتين من الوزن، والرابع الذي يدافع عن الألقاب في فئتين مختلفتين من الوزن. يُعتبر جونز أحد أجبن مُقاتلي فنون القتال المختلطة عبر التاريخ.
أصبح جونز أصغر بطل في تاريخ يو إف سي بفوزه باللقب على ماوريسيو روا في سن 23 عامًا. يحمل العديد من الأرقام القياسي في يو إف سي لفئة وزن خفيف الثقيل، بما في ذلك أكثر من دافع عن اللقب، وأكثر من انتصر، وأطول سلسلة انتصارات، وأكثر من انتصار عن طريق الإخضاع. خلال فترة طويلة من مسيرته في اليو إف سي، كان جونز يُعتبر على نطاق واسع أفضل مقاتل في العالم. الخسارة الوحيدة التي تعرض لها جونز هي إقصاء مثير للجدل ضد مات هاميل؛ نتيجة هذا النزال حصل نزاع بين هاميل ورئيس اليو إف سي دانا وايت.
بين عامي 2015 و2017، تورط جونز في العديد من الخلافات وجُرّد من لقبه ثلاث مرات نتيجة لإجراءات تأديبية. تم تجريده من لقبه لأول مرة وإزالته من التصنيف الرسمي من قبل اليو إف سي في عام 2015 بعد أن تم القبض عليه بتهم جناية اصطدام وهروب بالسيارة. وشهدت عودته اللاحقة إلى يو إف سي في عامي 2016 و2017 ظهوره منتصرًا في مواجهات على اللقب ضد أوفينس سينت برويس ودانيال كورميي، لكن بسبب اختبار جونز الإيجابي للمواد المحظورة وتلقيه المزيد من الإيقافات، أصبحت مباراة العودة الأخير «بدون فائز». بعد رفع إيقافه في عام 2017، استعاد جونز اللقب في عام 2018 بفوزه على ألكسندر غوستافسون. تخلى عن اللقب طواعية في عام 2020 وسط نزاع على الأجور مع دانا وايت وأشار إلى نيته في الانتقال إلى الوزن الثقيل.

## النشأة
ولد جونز في 19 يوليو 1987 في مدينة روتشستر في نيويورك. والده آرثر قس في كنيسة الرب في جبل سيناء في مدينة بينغامتون في نيويورك. ثبّط آرثر مسيرة جون القتالية، «أردت منه أن يعظ. حاولت ثنيه عن أن يكون مقاتلاً. أخبرته أنك لا تريد أن تفعل ذلك. يمكنك القيام بأشياء أخرى. كن قسًا». توفيت والدة جون، كاميل، عام 2017 عن عمر يناهز 55 عامًا، بعد صراع طويل مع مرض السكري.
كان جون واحدًا من أربعة أطفال. شقيقه الأكبر، آرثر، هو لاعب خط دفاع سابق في كرة القدم الأمريكية، ولعب في بالتيمور ريفنز، وإنديانابوليس كولتس وواشنطن ريدسكينس، بينما شقيقه الأصغر، تشاندلر، هو ظهير خارجي لفريق أريزونا كاردينالز. ماتت شقيقته الكبرى كارمن بسبب ورم في المخ قبل بلوغها سن الثامنة عشرة.

## مسيرته فنون القتال المختلطة

### مسيرته المبكرة
قبل أن يبدأ مسيرته المهنية في الفنون القتالية المختلطة، كان جونز مصارعًا بارزًا في المدرسة الثانوية وبطلًا للولاية في مدرسة مدرسة يونيون–إنديكوت الثانوية في شمال ولاية نيويورك. كما لعب كرة القدم في خط الدفاع. بسبب جسده الخفيف، أطلق عليه مدربه لقب «العظام» (بالإنجليزية: Bones). فاز ببطولة جي يو سي أو الوطنية في كلية المجتمع المركزية في آيوا. بعد الانتقال إلى كلية موريسفيل ستيت لدراسة العدالة الجنائية، ترك الكلية لبدء مسيرته المهنية في الفنون القتالية المختلطة.
قدم جونز أول ظهور احترافي له في الفنون القتالية المختلطة في أبريل 2008. لقد حقق رصيد بدون هزيمة 6–0 على مدى ثلاثة أشهر، وقضى على خصومه بالضربة القاضية. في مباراته الأخيرة قبل التوقيع مع يو إف سي، هزم جونزمويسيس جابين في باتل كيج إكستريم 5 لبطولة يو أس كي بي أيه لوزن خفيف الثقيل. فاز بالقتال عبر الضربة القاضية في الجولة الثانية.

### يو إف سي

#### أول إيقاف والعودة
كان من المتوقع أن يدافع جونز عن لقبه ضد أنتوني جونسون في 23 مايو 2015، في يو إف سي 187. ومع ذلك، في 28 أبريل، تم تجريد جونز من الحزام وإيقافه من يو إف سي إلى أجل غير مسمى فيما يتعلق بحادث اصطدام وهروب بالسيارة حيث اصطدم بامرأة حامل ثم فرت من مكان الحادث مشيا على الأقدام. كورميي، الذي خسر أمام جونز في يو إف سي 182 في يناير 2015، حل محله وهزم أنتوني جونسون ليأخذ بطولة يو إف سي لوزن خفيف الثقيل الشاغر.
في 23 أكتوبر 2015، أعلنت يو إف سي أن جونز قد أعيد إلى القائمة النشطة، بعد ستة أشهر تقريبًا من إعلان إيقافه. كان من المتوقع إجراء مباراة العودة مع كورميي في 23 أبريل 2016، في يو إف سي 197. ومع ذلك، انسحب كورميي من القتال في 1 أبريل، بسبب إصابة في تعرض لها في القدم، وتم استبداله بأوفينس سينت برويس. هزم جونز سينت بريوس بقرار القضاة بالإجماع (50–44، 50–45، 50–45).

#### ثاني إيقاف والعودة
تمت إعادة جدولة مباراة العودة مع كورميي وكان من المتوقع أن تتم في 9 يوليو 2016، في يو إف سي 200. ومع ذلك، في 6 يوليو 2016، تمت إزالة جونز من المباراة من قبل USADA في 16 يونيو بعد انتهاك محتمل للمنشطات. في 7 نوفمبر 2016، تم الإعلان عن إيقاف جونز لمدة عام واحد من قبل وكالة مكافحة المنشطات بالولايات المتحدة (يوسادا)، بأثر رجعي حتى 7 يوليو. بعد يومين، تم الإعلان عن تجريد جونز من لقبه المؤقت، مما جعله أول مقاتل في تاريخ يو إف سي يُجرّد من اللقب مرتين. في 15 ديسمبر، تم إيقاف جونز أيضًا من قبل لجنة ولاية نيفادا الرياضية (إن أس أيه سي) لمدة عام واحد.
أثناء وجوده على الهامش، حارب جونز مقاتل يو إف سي المعتزل دان هندرسون في نزال مصارعة التماسك بالأيدي لحدث دورة الإخضاع تحت الأرض 2 في 14 ديسمبر. اخضع جونز هندرسون عبر خنق الرأس والذراع في 6:39 دقيقة. بعد القتال، أعرب جونز عن اهتمامه بمصارعة التماسك بالأيدي مع شيل سونين.

#### ثالث إيقاف والعودة
تمت إعادة النزال مع دانيال كورميي في 29 يوليو 2017، في يو إف سي 214 في هوندا سنتر في آناهايم، كاليفورنيا. فاز جونز بالقتال وأعاد بطولة يو إف سي لوزن خفيف الثقيل بالضربة القاضية في الجولة الثالثة بعد ركلة رأس ووابل من اللكمات على الأرض. بعد النزال، حصل جونز على مكافأة أداء الليلة. بعد النزال، أشاد جونز بكورميي باعتباره «بطل نموذجي»، مع الاعتراف بإخفاقاته الشخصية. ثم تحدى جونز بروك ليسنر في قتال.
في 22 أغسطس، تم الإعلان عن أنه تم الإبلاغ عن جونز لانتهاك المنشطات المحتمل من قبل يوسادا، وذلك من العينة التي تم جمعها بعد الوزن في 28 يوليو. كانت نتيجة اختباره إيجابية لتورينابول، الستيرويد الابتنائي. ونتيجة لذلك، تم إيقاف جونز مؤقتًا. في 13 سبتمبر، أكدت وكالة يوسادا أن كلا من العينة «أ» و «ب» من جونز جاءت نتيجة اختبار تورينابول. نتيجة لذلك، ألغت لجنة ولاية كاليفورنيا لألعاب القوى (CSAC) رسميًا نتيجة القتال إلى بدون فائز. بعد ذلك، اتخذ رئيس يو إف سي دانا وايت قرارًا بتجريده من بطولة وزن خفيف الثقيل، وإعادته إلى دانييل كورميي.
في سبتمبر 2018، أعلنت يوسادا أن جونز سيظل موقف لمدة 15 شهرًا. من إيقاف محتمل لمدة 48 شهرًا، طبقت يوسادا تخفيضًا لمدة 30 شهرًا لتعاون جونز في تحديد جرائم مكافحة المنشطات الأخرى، وتم تطبيق 3 أشهر أخرى من قبل المحكمين ماكلارين فيما يتعلق بدرجة خطأ جونز.

#### بطولة يو إف سي للوزن الثقيل الثانية
في 10 أكتوبر 2018، أُعلن أن جونز سيعود في يو إف سي 232 في 29 ديسمبر 2018، في مباراة العودة مع ألكسندر غوستافسون في بطولة يو إف سي لوزن خفيف الثقيل الشاغرة. فاز جونز على جوستافسون بالضربة القاضية الفنية في الجولة الثالثة ليفوز ببطولة يو إف سي لوزن خفيف الثقيل.
في أول دفاع عن لقبه الثاني في البطولة، واجه جونز أنتوني سميث في 2 مارس 2019، في الحدث الرئيسي لحدث يو إف سي 235. سيطر جونز على القتال، ولكن تم خصم نقطتين منه في الجولة الرابعة بعد وجَّه ركبة بشكل غير قانوني إلى رأس سميث. فاز بالنزال عن طريق قرار القضاة بالإجماع بنتيجة 48-44 على بطاقات نتائج القضاة الثلاثة.
واجه جونز تياغو سانتوس في 6 يوليو 2019، في الحدث الرئيسي في يو إف سي 239. فاز في النزال ذهابًا وإيابًا من خلال قرار منقسم، ودافع عن لقبه للمرة الثانية.
واجه جونز دومينيك ريس في 8 فبراير 2020 في الحدث الرئيسي ليو إف سي 247. فاز جونز بالقتال من خلال قرار جماعي مثير للجدل. وسجلت 14 من 21 وسيلة إعلامية النزال لصالح ريس، بينما سجلت 7 منها فقط لجونز. مع هذا الفوز، وضع جونز الرقم القياسي الجديد لأكثر عدد انتصارات في تاريخ النزالات على اللقب في يو إف سي بـ14 انتصارًا.

#### الخلاف مع يو إف سي والانتقال إلى الوزن الثقيل
بعد الخلاف مع رئيس يو إف سي دانا وايت على المبلغ المالي في مايو 2020، قال جونز إنه تخلى حزام بطولة يو إف سي لوزن خفيف الثقيل. كان جونز يستهدف نزال مع منافس الوزن الثقيل فرانسيس نغانو ووفقًا لما ذكره وايت أراد «أموال ديونتاي وايلدر»، في إشارة إلى أرباح وايلدر التي تبلغ 25–30 مليون دولار في مباراة العودة مع تايسون فيوري التي أقيمت في فبراير 2020. في 15 أغسطس 2020، أعلن جونز على وسائل التواصل الاجتماعي أنه سيُخلي حزام بطولة وزن خفيف الثقيل، كما أعرب عن رغبته في الانتقال إلى الوزن الثقيل.

#### بطل الوزن الثقيل
بعد أكثر من ثلاث سنوات من نزاله الأخير، واجه جونز سيريل غان على لقب بطولة يو إف سي للوزن الثقيل الشاغرة في 4 مارس 2023، في يو إف سي 285. فاز بالنزال وحصل على اللقب من خلال إخضاع خنق المقصلة في الجولة الأولى. بعد النزال، حصل جونز على جائزة أداء الليلة.
كان من المقرر أن يدافع جونز عن لقبه ضد بطل الوزن الثقيل السابق مرتين ستيبي ميوتيتش في 11 نوفمبر 2023، في حدث يو إف سي 295. ومع ذلك، اضطر جونز إلى الانسحاب بسبب الإصابة بعد تمزق وتر الصدر.
بعد مرور عام على إصابته، تم إعادة جدولة النزال بين جونز وميوتيتش لتقام في 16 نوفمبر 2024 في حدث يو إف سي 309. فاز في النزال بالضربة الفنية القاضية عن طريق ركلة خلفية دوارة تلتها لكمات في الجولة الثالثة. نال عن هدا النزال مكافأة أداء الليلة مرة أخرى.
بعد إزالة كلاي غويدا من قائمة يو إف سي في 15 يناير 2025، أصبح جونز المقاتل الأطول خدمة في المنظمة.

### الاعتزال
في المؤتمر الصحفي الذي أعقب حدث يو إف سي على إيه بي سي: هيل ضد رونتري جونير في 21 يونيو 2025، بدلاً من الدفاع عن حزامه ضد بطل يو إف سي للوزن الثقيل المؤقت توم أسبينال، تم الإعلان عن اعتزال جونز لفنون القتال المختلطة وأن أسبينال أصبح البطل الجديد بلا منازع نتيجة لذلك.
اعتبارًا من 4 يوليو 2025، أفاد جونز أنه عاد إلى مجموعة الاختبار وتم إدراجه على أنه نشط على الموقع الرسمي ليو إف سي.

## التدريب

جون جونز يركل كيس الملاكمة في التدريبات

تدرب جونز مع فريق بومبسكواد من كورتلاند، نيويورك، ثم لفترة وجيزة مع نادي تريستار الرياضي في مونتريال، كندا، ومؤخراً في جاكسون أم أم أيه (Jackson's MMA) في ألباكركي، نيو مكسيكو. تدرب أيضًا على رياضة القوة أثناء إيقافه من قبل يو إف سي.

## حياته الشخصية

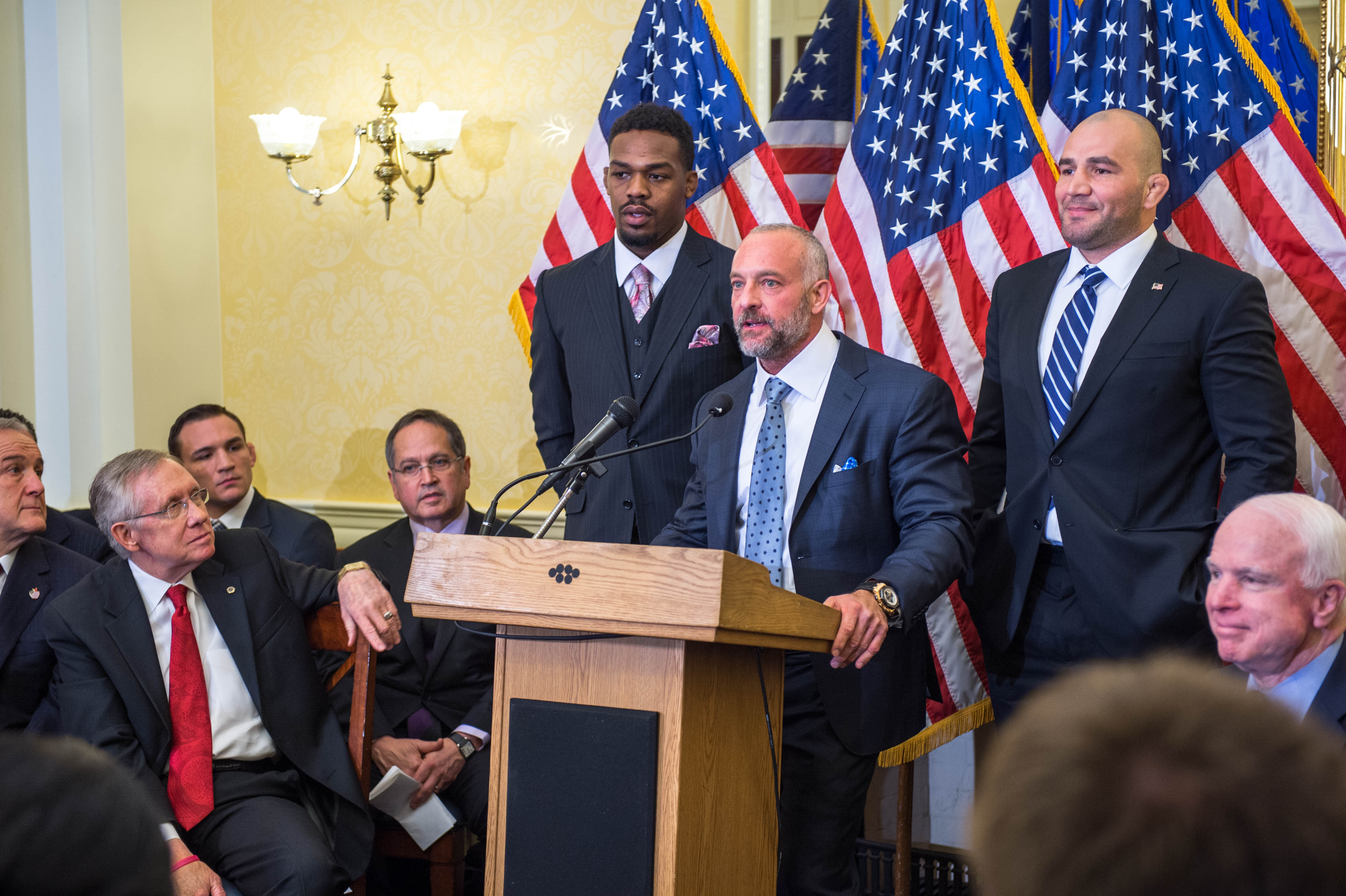
جون جونز مع لورنزو فيرتيتا وغلوفر تيكسيرا في حدث لمجلس الشيوخ الأمريكي في عام 2014

جونز وخطيبته جيسي لديهما ثلاث بنات: ليا، ولدت في عام 2008؛ كارمن نيكول جونز مواليد 2009؛ وأوليفيا هافن من مواليد 2013. في مقابلة مع جو روغان في 1 ديسمبر 2016، ذكر جونز أن لديه أربع بنات (تتراوح أعمارهن بين 9 و8 و6 و3 سنوات)، مما يشير إلى أن لديه ابنة ولدت قبل ليا.
جونز مسيحي.
في 19 مارس 2011، كان جونز في طريقه إلى حديقة غريت فولز التاريخية في باترسون، نيو جيرسي، حيث خطط للتأمل قبل عدة ساعات من معركته ضد ماوريسيو روا في يو إف سي 128. وكان برفقته مدربيه مايك وينكلجون وجريج جاكسون. بينما كان سائقهم يستعد لإنزالهم، لاحظ جونز زوجين مسنين يصرخان طلباً للمساعدة. أبلغت المرأة وينكلجون أن رجلاً حطم نافذة سيارتها وهرب باستخدام نظام التموضع العالمي (GPS). طارد جونز مع اثنين من مدربيه السارق وألقوا القبض عليه وعرقلوه وأوقفوه حتى وصلت الشرطة.
في 8 أغسطس 2012، أصبح جونز أول فنان عسكري مختلط يتم رعايته من قبل شركة نايكي على نطاق دولي. وهو أيضًا أول مقاتل فنون قتالية مختلطة (MMA) لديه خط حذائه الخاص، وأول مقاتل فنون قتالية مختلطة يمثل غاتوريد ومسل تك في المثمن (Octagon). في 16 ديسمبر 2014، أعلن جونز أنه وقع عقد رعاية مع ريبوك. ومع ذلك، في 29 أبريل 2015، أنهت ريبوك رعايتها بعد تورط جونز في حادثة اصطدام وهروب بالسيارة. بعد يوم واحد، فقد جونز أيضًا رعايته لشركة مسل تك.

## البطولات والإنجازات

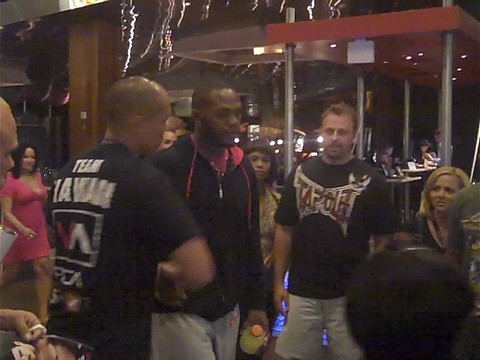
جون جونز مع المعجبين في يو إف سي 100 معرض المعجبين، ماندالاي باي كازينو، لاس فيغاس

### فنون القتال المختلطة
- يو إف سي
  -  بطولة يو إف سي للوزن الثقيل (مرة واحدة، الحالي)
    - دفاع واحد ناجح عن اللقب

  -  بطولة يو إف سي لوزن خفيف الثقيل (مرتين)
    - أحد عشر دفاع ناجح عن اللقب (إجمالاً)
      - ثمان دفاعات ناجحة عن اللقب (أول مرة)
      - ثلاث دفاعات ناجحة عن اللقب (ثاني مرة)

  -  بطولة يو إف سي لوزن خفيف الثقيل المؤقت (مرة واحدة)
    - أطول بطل لوزن خفيف الثقيل في تاريخ يو إف سي (1،501 يوم)
    - أكثر من نجح في الدفاع عن لقب وزن خفيف الثقيل في تاريخ يو إف سي (11)
    - بالمشاركة مع (ديمتريوس جونسون) أكثر من دافع عن اللقب في تاريخ يو إف سي (11)
    - أكثر من دفاع عن اللقب بشكل متتالي في تاريخ فئة وزن خفيف الثقيل يو إف سي (8)
    - رابع أكثر من دافع عن اللقب بشكل متتالي في تاريخ يو إف سي (8)
    - أكثر من فاز في نزالات على اللقب في تاريخ يو إف سي (16)[98]
    - بالمشاركة مع (ديمتريوس جونسون) أكثر من فاز بالإخضاع في نزالات على اللقب في تاريخ يو إف سي (4)
    - أكثر من فاز في نزالات على لقب يو إف سي لوزن خفيف الثقيل (14)
    - بالمشاركة مغ (ديميتريوس جونسون) ثالث أكثر من فاز عن طريق الإنهاء في نزالات على اللقب في تاريخ يو إف سي (7)[98]
    - أكثر من شارك في نزالات على لقب يو إف سي لوزن خفيف الثقيل (15)
    - أصغر مقاتل يفوز ببطولة يو إف سي (23 عامًا، 242 يومًا)[99]
    - ثامن بطل متعدد الفئات في تاريخ يو إف سي

  - أطول سلسلة عدم هزيمة في تاريخ يو إف سي (19)[98]
  - أكثر من فاز بشكل متتالي في تاريخ فئة وزن خفيف الثقيل في يو إف سي (13)
  - أكثر من فاز في تاريخ فئة وزن خفيف الثقيل في يو إف سي (20)
  - أكثر من فاز في بقرار القضاة تاريخ فئة وزن خفيف الثقيل في يو إف سي (10)[100]
  - أطول وقت قتال إجمالي في تاريخ فئة وزن خفيف الثقيل في يو إف سي (5:40:15)[100]
  - أكثر من سدد ضربات مؤثرة في تاريخ فئة وزن خفيف الثقيل في يو إف سي (1463)[100]
  - أكثر من سدد ضربات في تاريخ فئة وزن خفيف الثقيل في يو إف سي (1835)[100]
  - أعلى نسبة دفاع ضد الإنزال في تاريخ فئة وزن خفيف الثقيل في يو إف سي (95.0%)[100]
  - بالمشاركة مع (داستن بورييه، ورافاييل دوس أنجوس، ونيل ماغني) كسادس أكثر عدد من الانتصارات في تاريخ يو إف سي (21)
  - أكثر من فاز في عن طريق الإنهاء تاريخ فئة وزن خفيف الثقيل في يو إف سي (10)[100]
  - بالمشاركة مع (أوفينس سينت برويس، وميشا سيركونوف) كثالث أكثر من فاز عن طريق الإخضاع في وزن خفيف الثقيل (5)[100]
  - بالمشاركة مع (موريسيو روا، وأوفينس سينت برويس) كأكثر ثالث مقاتل يحصل على مكافآت ما بعد القتال في تاريخ فئة وزن خفيف الثقيل في يو إف سي (8)[100]
  - ثاني أطول متوسط وقت قتال في تاريخ فئة وزن خفيف الثقيل في يو إف سي (15:28)[100]
  - رابع أكثر مقاتل نجح في عمليات الإنزال في فئة وزن خفيف الثقيل في يو إف سي (42)[100]
  - قتال الليلة (أربع مرات) ضد كوينتون جاكسون، ليوتو ماتشيدا، ألكسندر غوستافسون، ودانيال كورميي[101][102][103][104]
  - الضربة القاضية لليلة (مرة واحدة) ضد براندون فيرا[105]
  - إخضاع الليلة (مرتين) ضد ريان بدر وفيتور بلفور[106][107]
  - أداء الليلة (ثلاث مرات) ضد دانيال كورميي 2، سيريل غان، وستيبي ميوتيتش[78][108][109]
  - قاعة مشاهير يو إف سي (جناح النزالات) ضد ألكسندر غوستافسون في يو إف سي 165[110]

## سجل فنون القتال المختلطة
| السجل المهني |        |         |
| 30 نزال      | 28 فوز | 1 خسارة |
| ضربة قاضية   | 11     | 0       |
| إخضاع        | 7      | 0       |
| قرار القضاة  | 10     | 0       |
| إقصاء        | 0      | 1       |
| بدون قرار    | 1      | 1       |

| النتيجة | السجل    | الخصم               | الطريقة                                      | الحدث                                  | التاريخ        | الجولة | الوقت | المكان                                     | الملاحظات |
| ------- | -------- | ------------------- | -------------------------------------------- | -------------------------------------- | -------------- | ------ | ----- | ------------------------------------------ | --- |
| فاز     | 28–1 (1) | ستيبي ميوتيتش       | ضربة فنية قاضية (ركلة خلفية دوارة ولكمات)    | يو إف سي 309                           | 16 نوفمبر 2024 | 3      | 4:29  | مدينة نيويورك، نيويورك، الولايات المتحدة   | دافع عن لقب بطولة يو إف سي للوزن الثقيل. أداء الليلة. حطم الرقم القياسي لأكثر عدد دفاعات ناجحة عن اللقب في تاريخ يو إف سي (12).                                                                    |
| فاز     | 27–1 (1) | سيريل غان           | إخضاع (خنق المقصلة)                          | يو إف سي 285                           | 4 مارس 2023    | 1      | 2:04  | لاس فيغاس، نيفادا، الولايات المتحدة        | الظهور الأول في الوزن الثقيل. فاز بلقب بطولة يو إف سي للوزن الثقيل. أداء الليلة. |
| فاز     | 26–1 (1) | دومينيك ريس         | قرار القضاة (بالإجماع)                       | يو إف سي 247                           | 8 فبراير 2020  | 5      | 5:00  | هيوستن، تيكساس، الولايات المتحدة           | دافع عن لقب بطولة يو إف سي لوزن خفيف الثقيل. تخلى عن اللقب في 17 أغسطس 2020. |
| فاز     | 25–1 (1) | تياغو سانتوس        | قرار القضاة (بالانقسام)                      | يو إف سي 239                           | 6 يوليو 2019   | 5      | 5:00  | لاس فيغاس، نيفادا، الولايات المتحدة        | دافع عن لقب بطولة يو إف سي لوزن خفيف الثقيل. |
| فاز     | 24–1 (1) | أنتوني سميث         | قرار القضاة (بالإجماع)                       | يو إف سي 235                           | 2 مارس 2019    | 5      | 5:00  | لاس فيغاس، نيفادا، الولايات المتحدة        | دافع عن لقب بطولة يو إف سي لوزن خفيف الثقيل. تم خصم نقطتين من جونز في الجولة 4 بعد نزوله بالركبة بشكل غير قانوني.                                                                                  |
| فاز     | 23–1 (1) | ألكسندر غوستافسون   | الضربة القاضية (باللكمات)                    | يو إف سي 232                           | 29 ديسمبر 2018 | 3      | 2:02  | إنغليووود، كاليفورنيا، الولايات المتحدة    | فاز بلقب بطولة يو إف سي لوزن خفيف الثقيل الشاغر. |
| ب.ف     | 22–1 (1) | دانيال كورميي       | بدون فائز (أُلغيت)                            | يو إف سي 214                           | 29 يوليو 2017  | 3      | 3:01  | آناهايم، كاليفورنيا، الولايات المتحدة      | على لقب بطولة يو إف سي لوزن خفيف الثقيل. أداء الليلة. في الأصل فاز جونز بالضربة الفنية القاضية (ركلة رأس ولكمات)؛ انقلبت وجُرّد جونز من اللقب بعد اختبار إيجابي لمستقلب كلورو هيدروميثيل تستوستيرون. |
| فاز     | 22–1     | أوفينس سينت برويس   | قرار القضاة (بالإجماع)                       | يو إف سي 197                           | 23 أبريل 2016  | 5      | 5:00  | لاس فيغاس، نيفادا، الولايات المتحدة        | فاز بلقب بطولة يو إف سي لوزن خفيف الثقيل المؤقت المؤقت. تم تجريد جونز من اللقب بعد اختباره الإيجابي لكلوميفين وليتروزول قبل مباراة توحيد اللقب ضد دانيال كورميي.                                   |
| فاز     | 21–1     | دانيال كورميي       | قرار القضاة (بالإجماع)                       | يو إف سي 182                           | 3 يناير 2015   | 5      | 5:00  | لاس فيغاس، نيفادا، الولايات المتحدة        | دافع عن لقب بطولة يو إف سي لوزن خفيف الثقيل. قتال الليلة. تم تجريد جونز من اللقب في أبريل 2015 بعد انتهاكه سياسة قواعد سلوك رياضي يو إف سي.                                                        |
| فاز     | 20–1     | غلوفر تيكسيرا       | قرار القضاة (بالإجماع)                       | يو إف سي 172                           | 26 أبريل 2014  | 5      | 5:00  | بالتيمور، ماريلاند، الولايات المتحدة       | دافع عن لقب بطولة يو إف سي لوزن خفيف الثقيل. |
| فاز     | 19–1     | ألكسندر غوستافسون   | قرار القضاة (بالإجماع)                       | يو إف سي 165                           | 21 سبتمبر 2013 | 5      | 5:00  | تورنتو، أونتاريو، كندا                     | دافع عن لقب بطولة يو إف سي لوزن خفيف الثقيل. قتال الليلة. |
| فاز     | 18–1     | شيل سونين           | الضربة القاضية الفنية (بالمرفق واللكمات)     | يو إف سي 159                           | 27 أبريل 2013  | 1      | 4:33  | نيوآرك، نيو جيرسي، الولايات المتحدة        | دافع عن لقب بطولة يو إف سي لوزن خفيف الثقيل. |
| فاز     | 17–1     | فيتور بلفور         | إخضاع (أمريكانا)                             | يو إف سي 152                           | 22 سبتمبر 2012 | 4      | 0:54  | تورنتو، أونتاريو، كندا                     | دافع عن لقب بطولة يو إف سي لوزن خفيف الثقيل. أفضل إخضاع في الليلة. |
| فاز     | 16–1     | رشاد إيفانز         | قرار القضاة (بالإجماع)                       | يو إف سي 145                           | 21 أبريل 2012  | 5      | 5:00  | أتلانتا، جورجيا، الولايات المتحدة          | دافع عن لقب بطولة يو إف سي لوزن خفيف الثقيل. قتال الليلة. |
| فاز     | 15–1     | ليوتو ماتشيدا       | الإخضاع التقني (خنق المقصلة في وضعية الوقوف) | يو إف سي 140                           | 10 ديسمبر 2011 | 2      | 4:26  | تورنتو، أونتاريو، كندا                     | دافع عن لقب بطولة يو إف سي لوزن خفيف الثقيل. قتال الليلة. |
| فاز     | 14–1     | كوينتون جاكسون      | إخضاع (خنق خلفي)                             | يو إف سي 135                           | 24 سبتمبر 2011 | 4      | 1:14  | دنفر، كولورادو، الولايات المتحدة           | دافع عن لقب بطولة يو إف سي لوزن خفيف الثقيل. قتال الليلة. |
| فاز     | 13–1     | موريسيو روا         | الضربة القاضية الفنية (اللكمات والركبتين)    | يو إف سي 128                           | 19 مارس 2011   | 3      | 2:37  | نيوآرك، نيو جيرسي، الولايات المتحدة        | فاز بلقب بطولة يو إف سي لوزن خفيف الثقيل. |
| فاز     | 12–1     | ريان بدر            | إخضاع (خنق المقصلة)                          | يو إف سي 126                           | 5 فبراير 2011  | 2      | 4:20  | لاس فيغاس، نيفادا، الولايات المتحدة        | أفضل إخضاع في الليلة. |
| فاز     | 11–1     | فلاديمير ماتيوشينكو | الضربة القاضية الفنية (المرفقين)             | يو إف سي لايف: جونز ضد ماتيوشينكو      | 1 أغسطس 2010   | 1      | 1:52  | سان دييغو، كاليفورنيا، الولايات المتحدة    | |
| فاز     | 10–1     | براندون فيرا        | الضربة القاضية الفنية (بالمرفق واللكمات)     | يو إف سي لايف: فيرا ضد جونز            | 21 مارس 2010   | 1      | 3:19  | بورمفيلد، كولورادو، الولايات المتحدة       | أفضل ضربة قاضية لليلية. |
| خسر     | 9–1      | مات هاميل           | إقصاء (نزول بالمرفق غير قانوني)              | المقاتل النهائي: نهائي الأوزان الثقيلة | 5 ديسمبر 2009  | 1      | 4:14  | لاس فيغاس، نيفادا، الولايات المتحدة        | |
| فاز     | 9–0      | جيك أوبراين         | إخضاع (خنق المقصلة)                          | يو إف سي 100                           | 11 يوليو 2009  | 2      | 2:43  | لاس فيغاس، نيفادا، الولايات المتحدة        | |
| فاز     | 8–0      | ستيفان بونار        | قرار القضاة (بالإجماع)                       | يو إف سي 94                            | 31 يناير 2009  | 3      | 5:00  | لاس فيغاس، نيفادا، الولايات المتحدة        | |
| فاز     | 7–0      | أندريه غوسماو       | قرار القضاة (بالإجماع)                       | يو إف سي 87                            | 9 أغسطس 2009   | 3      | 5:00  | مينابوليس، مينيسوتا، الولايات المتحدة      | |
| فاز     | 6–0      | مويسيس جابين        | الضربة القاضية الفنية (باللكمات)             | باتل كيج إكستريم 5                     | 12 يوليو 2008  | 2      | 1:58  | أتلانتيك سيتي، نيوجيرسي ، الولايات المتحدة | فاز بلقب بطولة يو إس كيه بي إيه لوزن خفيف الثقيل. |
| فاز     | 5–0      | باركر بورتر         | الضربة القاضية (لكمة)                        | قتال بطولة العالم 3                    | 20 يونيو 2008  | 1      | 0:36  | ويلمنجتون، ماساتشوستس، الولايات المتحدة    | |
| فاز     | 4–0      | رايان فيريت         | الضربة القاضية الفنية (باللكمات)             | يو أس أف أل: الحرب في الغابة 3         | 9 مايو 2008    | 1      | 0:14  | ليديارد، كونيتيكت، الولايات المتحدة        | |
| فاز     | 3–0      | أنتوني بينا         | إخضاع (خنق المقصلة)                          | آيس فايتر                              | 25 أبريل 2008  | 1      | 1:15  | ووستر، ماساتشوستس، الولايات المتحدة        | |
| فاز     | 2–0      | كارلوس إدواردو      | الضربة القاضية (لكمة)                        | باتل كيج إكستريم 4                     | 19 أبريل 2008  | 3      | 0:24  | أتلانتيك سيتي، نيوجيرسي، الولايات المتحدة  | الظهور الأول في وزن خفيف الثقيل. |
| فاز     | 1–0      | براد برنارد         | الضربة القاضية الفنية (باللكمات)             | أف أف بي: أنتيمد 20                    | 12 أبريل 2008  | 1      | 1:32  | بوكسبورو، ماساتشوستس، الولايات المتحدة     | وزن غير محدد (210 رطل). |

المصدر:

## سجل مصارعة التماسك بالأيدي
| 5 مباريات، 5 فوز (5 إخضاعات) |       |             |                           |                          |               |                |                   |
| النتيجة                      | السجل | الخصم       | الطريقة                   | الحدث                    | القسم         | التاريخ        | المكان            |
| فاز                          | 5–0   | دان هندرسون | إخضاع (خنق الرأس والذراع) | الإخضاع تحت الأرض 2      | القتال الخارق | 14 ديسمبر 2016 | بورتلاند، أوريغون |
| فاز                          | 4–0   | ريتش أوتول  | إخضاع (خنق المقصلة)       | ناغا فينيكس              | مطلق          | 15 أكتوبر 2016 | فينيكس، أريزونا   |
| فاز                          | 3–0   | دان دوبير   | إخضاع (خنق المقصلة)       | ناغا فينيكس              | مطلق          | 15 أكتوبر 2016 | فينيكس، أريزونا   |
| فاز                          | 2–0   | دوغ فورنيه  | إخضاع (كيمورا)            | تحدي نورث إيسترن جرابلير | مطلق          | يناير 2008     | إثاكا، نيويورك    |
| فاز                          | 1–0   | دوغ فورنيه  | إخضاع (كيمورا)            | تحدي نورث إيسترن جرابلير | مطلق          | يناير 2008     | إثاكا، نيويورك    |

## نزالات الدفع مقابل المشاهدة
| #   | الحدث        | النزال              | التاريخ        | المكان                     | المدينة                                  | المبلغ  |
| --- | ------------ | ------------------- | -------------- | -------------------------- | ---------------------------------------- | ------- |
| 1.  | يو إف سي 128 | شوغون ضد جونز       | 19 مارس 2011   | مركز الحصافة               | نيوآرك، نيوجيرسي، الولايات المتحدة       | 445،000 |
| 2.  | يو إف سي 135 | جونز ضد رامبيج      | 24 سبتمبر 2011 | بيبسي سنتر                 | دنفر، كولورادو، الولايات المتحدة         | 520،000 |
| 3.  | يو إف سي 140 | جونز ضد ماتشيدا     | 10 ديسمبر 2011 | مركز طيران كندا            | تورونتو، أونتاريو، كندا                  | 485،000 |
| 4.  | يو إف سي 145 | جونز ضد إيفانز      | 21 أبريل 2012  | فيليبس أرينا               | أتلانتا، جورجيا، الولايات المتحدة        | 700،000 |
| 5.  | يو إف سي 152 | جونز ضد بلفور       | 22 سبتمبر 2012 | مركز طيران كندا            | تورونتو، أونتاريو، كندا                  | 450،000 |
| 6.  | يو إف سي 159 | جونز ضد سونين       | 27 أبريل 2013  | مركز الحصافة               | نيوآرك، نيوجيرسي، الولايات المتحدة       | 530،000 |
| 7.  | يو إف سي 165 | جونز ضد جوستافسون   | 21 سبتمبر 2013 | مركز طيران كندا            | تورونتو، أونتاريو، كندا                  | 310،000 |
| 8.  | يو إف سي 172 | جونز ضد تيكسيرا     | 26 أبريل 2014  | ساحة المزارع الملكية       | بالتيمور، ماريلند، الولايات المتحدة      | 350،000 |
| 9.  | يو إف سي 182 | جونز ضد كورميي      | 3 يناير 2015   | إم جي إم جراند جاردن أرينا | لاس فيغاس، نيفادا، الولايات المتحدة      | 800،000 |
| 10. | يو إف سي 197 | جونز ضد سينت برويس  | 23 أبريل 2016  | إم جي إم جراند جاردن أرينا | لاس فيغاس، نيفادا، الولايات المتحدة      | 322،000 |
| 11. | يو إف سي 214 | كورميي ضد جونز 2    | 29 يوليو 2017  | هوندا سنتر                 | آناهايم، كاليفورنيا، الولايات المتحدة    | 860،000 |
| 12. | يو إف سي 232 | جونز ضد غوستافسون 2 | 29 ديسمبر 2018 | ذا فورم                    | إنغليووود، كاليفورنيا، الولايات المتحدة  | 700،000 |
| 13. | يو إف سي 235 | جونز ضد سميث        | 2 مارس 2019    | تي موبايل أرينا            | لاس فيغاس، نيفادا، الولايات المتحدة      | 650،000 |
| 14. | يو إف سي 239 | جونز ضد سانتوس      | 6 يوليو 2019   | تي موبايل أرينا            | لاس فيغاس، نيفادا، الولايات المتحدة      | لم تُكشف |
| 15. | يو إف سي 247 | جونز ضد ريس         | 8 فبراير 2020  | تويوتا سنتر                | هيوستن، تكساس، الولايات المتحدة          | لم تُكشف |
| 16. | يو إف سي 285 | جونز ضد غان         | 4 مارس 2023    | تي موبايل أرينا            | لاس فيغاس، نيفادا، الولايات المتحدة      | لم تُكشف |
| 17. | يو إف سي 309 | جونز ضد ميوتيتش     | 16 نوفمبر 2024 | ماديسون سكوير جاردن        | مدينة نيويورك، نيويورك، الولايات المتحدة | لم تُكشف |

## وصلات خارجية
- جون جونز على موقع يو إف سي (الإنجليزية)
- جون جونز على موقع شيردوغ (الإنجليزية)
- جون جونز على موقع Tapology.com (الإنجليزية)
- جون جونز على موقع فايت ماتريكس (الإنجليزية)
- جون جونز على يو إف سي
- جوني بونز جونز – الموقع الرسمي (بالإنجليزية)
- ملف جون جونز في قاعة مشاهير المصارعة الوطنية